# Постійна відпустка
Постійна Відпустка — перший повнометражний фільм Джима Джармуша, знятий на 16 мм плівку. Також це перший фільм, в якому зіграв та для якого написав музику друг Джармуша Джон Лурі. Головний герой фільму, роздумуючи над різнмим вічними питаннями, блукає напівзруйнованими районами Нью-Йорку в пошуках кращого місця та зустрічається з дивними мешканцями міста.

## Нагороди
- 1980 — Міжнародный кінофестиваль Мангейм — Хайдельберг (ФРН)
  - Премія Джозефа фон Штернберга — Джим Джармуш
- 1982 — Міжнародний кінофестиваль в Фігейра-да-Фоше (Португалія)
  - Премія ФІПРЕССІ — Джим Джармуш